# Grzybówka hełmiasta

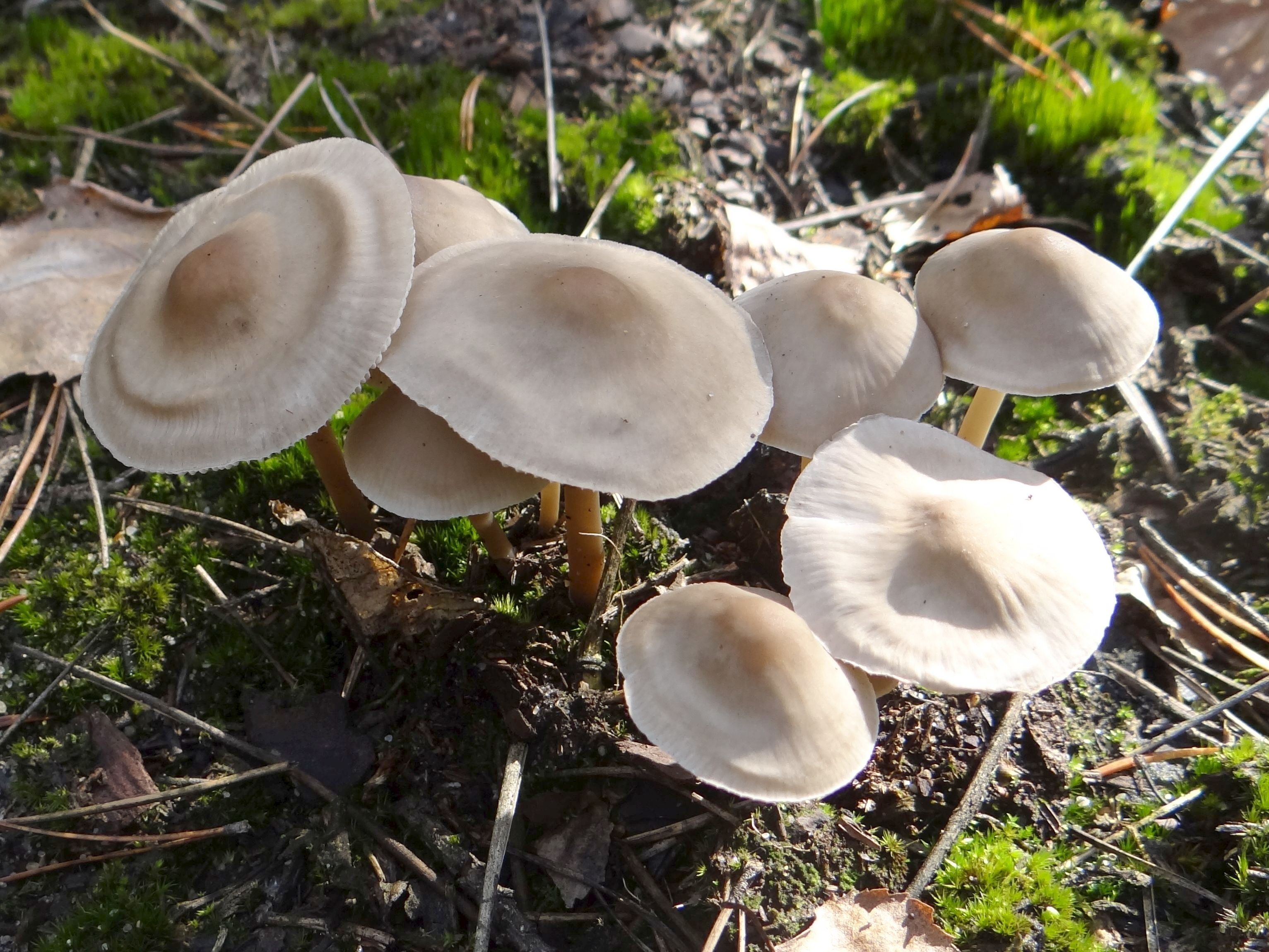

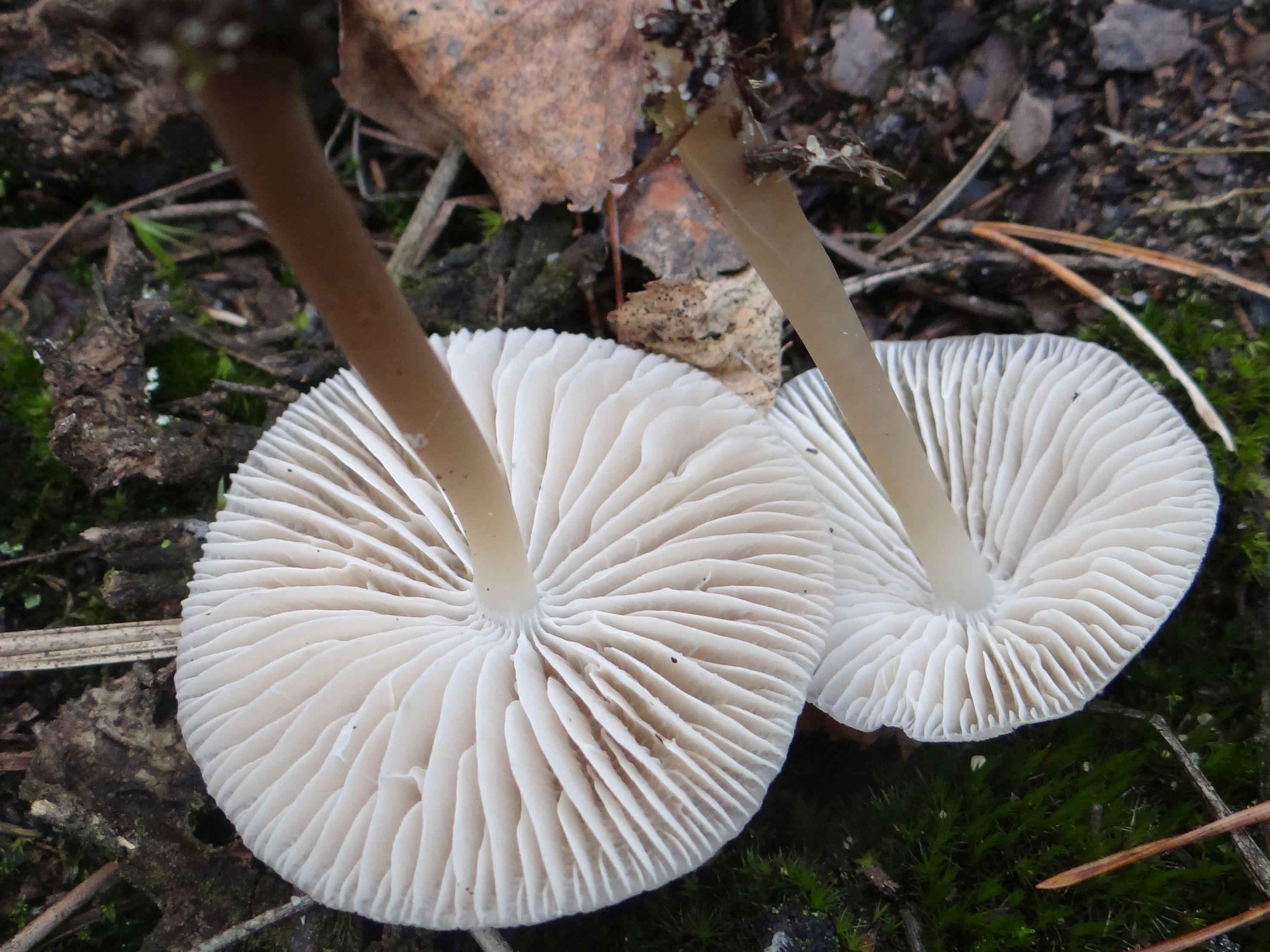

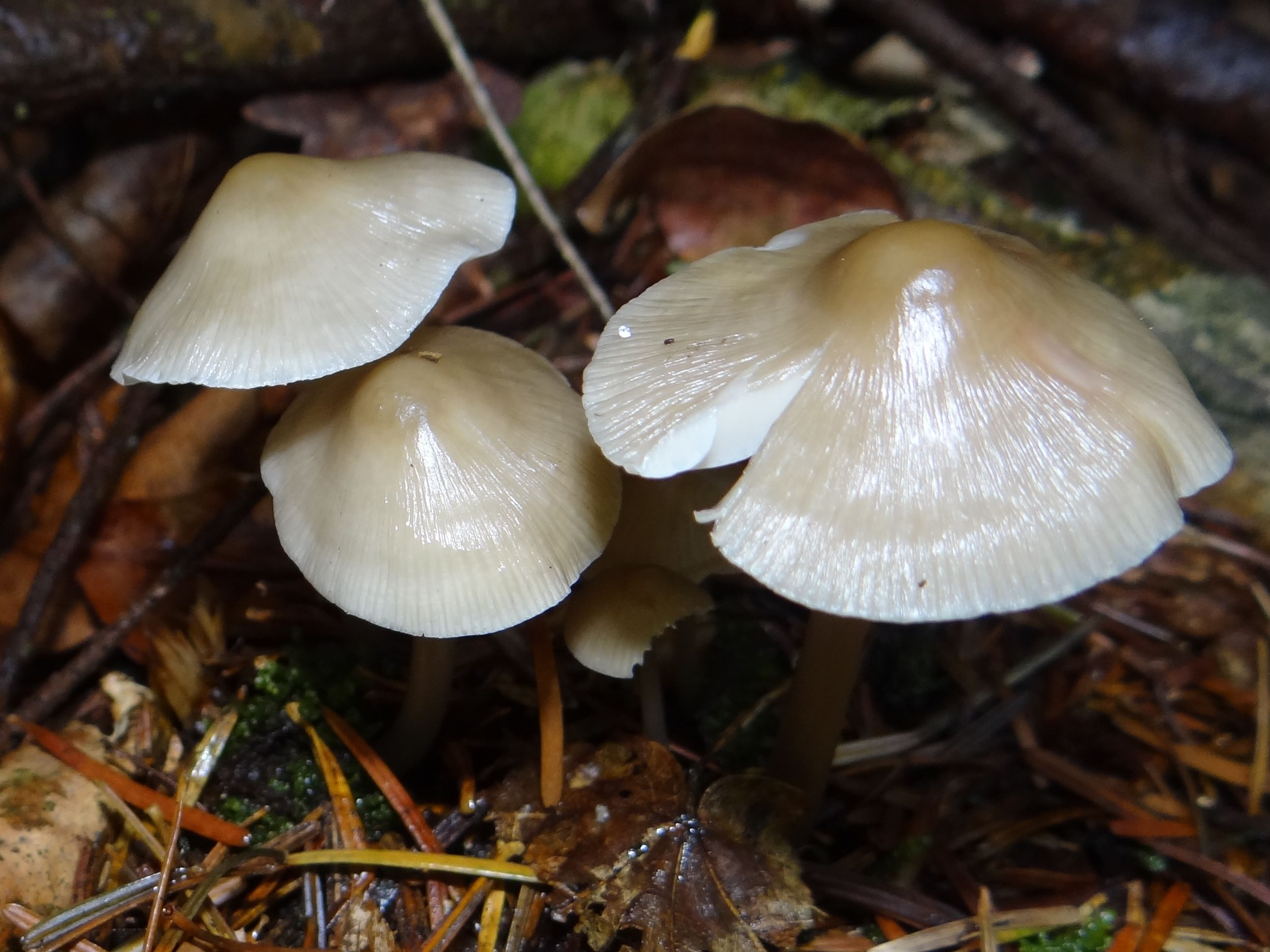

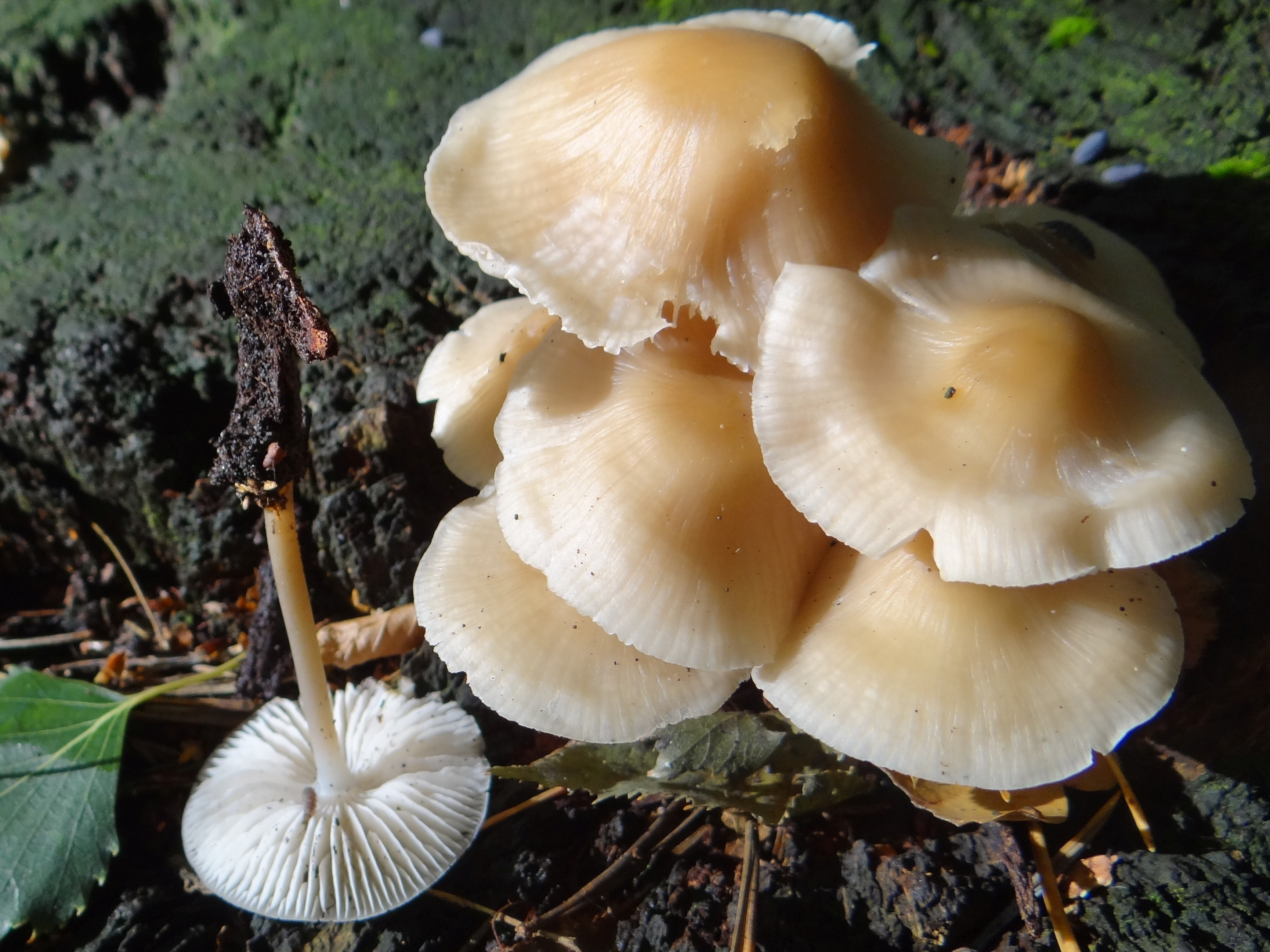

Grzybówka hełmiasta (Mycena galericulata (Scop.) Gray) – gatunek grzybów należący do rodziny grzybówkowatych (Mycenaceae)

## Systematyka i nazewnictwo
Pozycja w klasyfikacji: Mycenaceae, Agaricales, Agaricomycetidae, Agaricomycetes, Agaricomycotina, Basidiomycota, Fungi (według Index Fungorum).
Gatunek Mycena galericulata został zdiagnozowany taksonomicznie (jako Agaricus galericulatus) przez Giovanniego Scopolego w drugiej edycji "Flora carniolica" z 1772 Do rodzaju Lactarius został przeniesiony przez Samuela Graya w "Natural Arrangement of British Plants" z 1821. 
Niektóre synonimy łacińskie:

- Agaricus conicus Huds. (Fl. Angl. 1778
- Agaricus crispus Batsch 1783
- Agaricus galericulatus Scop. 1772
- Agaricus galericulatus var. albidus Pers. 1801
- Agaricus radicatellus Peck 1878
- Agaricus rugosus Fr. 1838
- Collybia rugulosiceps Kauffman 1926
- Mycena berkeleyi Massee 1893
- Mycena galericulata var. albida (Pers.) Roussel 1806
- Mycena radicatella (Peck) Sacc. 1887
- Mycena rugosa (Fr.) Quél. 1872
- Mycena rugulosiceps (Kauffman) A.H. Sm. 1937
- Prunulus galericulatus (Scop.) Murrill 1916
- Prunulus radicatellus (Peck) Murrill 1916
- Stereopodium galericulatum (Scop.) anon.

Nazwę polską podał Stanisław Chełchowski w 1898. W polskim piśmiennictwie mykologicznym gatunek ten ma też inne nazwy: bedłka chełmiasta, bedłka kołpakowata, grzybokarlik pospolity.

## Morfologia
Kapelusz
Średnicy 2–6 cm, u młodych okazów stożkowato-dzwonkowaty, u starszych płaski z garbkiem, niewyraźnie pomarszczony, nagi. Ma barwę rogowo-brązowawą, szaro-brązową lub cielisto-brązowawą, na środku jest ciemniejszy. 
Hymenofor
Blaszkowy, blaszki rzadkie, początkowo białawe, potem zawsze lekko różowawe lub beżoworóżowe, o regularnej tramie, zatokowato przyrośnięte do trzonu i żyłkowato połączone. 
Trzon
Wysokość 3–7 cm, grubość 2–4 mm, walcowaty i pusty w środku, twardy, gładki, błyszczący, o korzeniastej podstawie. Barwa biaława lub siwawa.
Miąższ
W trzonie łykowaty, o słabej, wydzielanej po potarciu, mącznej woni. Smak ogórkowo-mączny.
Wysyp zarodników
Biały, amyloidalny. Zarodniki elipsoidalne, o wymiarach 9–12 × 6,5–9 μm i gładkiej powierzchni, bez pory rostkowej. Podstawki dwuzarodnikowe.

## Występowanie i siedlisko
Grzybówka hełmiasta jest szeroko rozprzestrzeniona na całej półkuli północnej. W Europie występuje zarówno na niżu, jak i w górach. W Polsce jest bardzo pospolita.
Rośnie w różnego typu lasach. Grzyby z tego gatunku rozwijają się na martwym drewnie drzew iglastych i liściastych, także na ściółce leśnej. Owocnikowanie trwa od maja do listopada, a owocniki często wyrastają grupowo.

## Znaczenie
Saprotrof. Opinie na temat przydatności do spożycia są zróżnicowane. W niektórych atlasach grzybów gatunek ten jest opisywany jako grzyb jadalny, inni dodają, że ma "delikatny smak i konsystencję", i grzyby te są dobre "delikatnie duszone we własnym soku, a następnie przyprawione solą, pieprzem i masłem". W innych atlasach grzybów grzyby te opisywane są jako niesmaczne, bo mają "lekko zjełczały" smak, i podobny zjełczały zapach.

## Gatunki podobne
- grzybówka bruzdowanotrzonowa (Mycena polygramma) – odróżnia się wyraźnie karbowanym trzonem i u dorosłych okazów blaszki nie są różowawe[7]
- grzybówka zgięta (Mycena inclinata) odróżnia się ogórkowym zapachem i również nie ma różowych blaszek[7].
- grzybówka dzwoneczkowata (Mycena tintinnabulum) rośnie tylko na liściastych drzewach i owocniki pojawiają się dopiero późną jesienią i w zimie[7].